# Truncus brachiocephalicus
Truncus brachiocephalicus er den bredeste af arcus aortae's grene, med et kort forløb opad og til højre mod nakken før den deler sig til arteria carotis communis dexter og arteria subclavia dexter. Den findes kun på højre side af kroppen, på venstre side udspringer carotis communis og subclavia direkte fra arcus aorta.